# ヒプシロフス
ヒプシロフス（学名：Hypsirhophus、「高い屋根」の意。よく "Hypsirophus" と誤記される）は、剣竜類に属する恐竜の属。断片的な標本からのみ知られている。ヒプシロフス・ディスクルス（Hypsirhophus discurus）1種のみが含まれる。本属の化石は背中の部分的な椎骨、部分的な尾椎3個、および肋骨の一部で構成されている。

## 歴史と分類

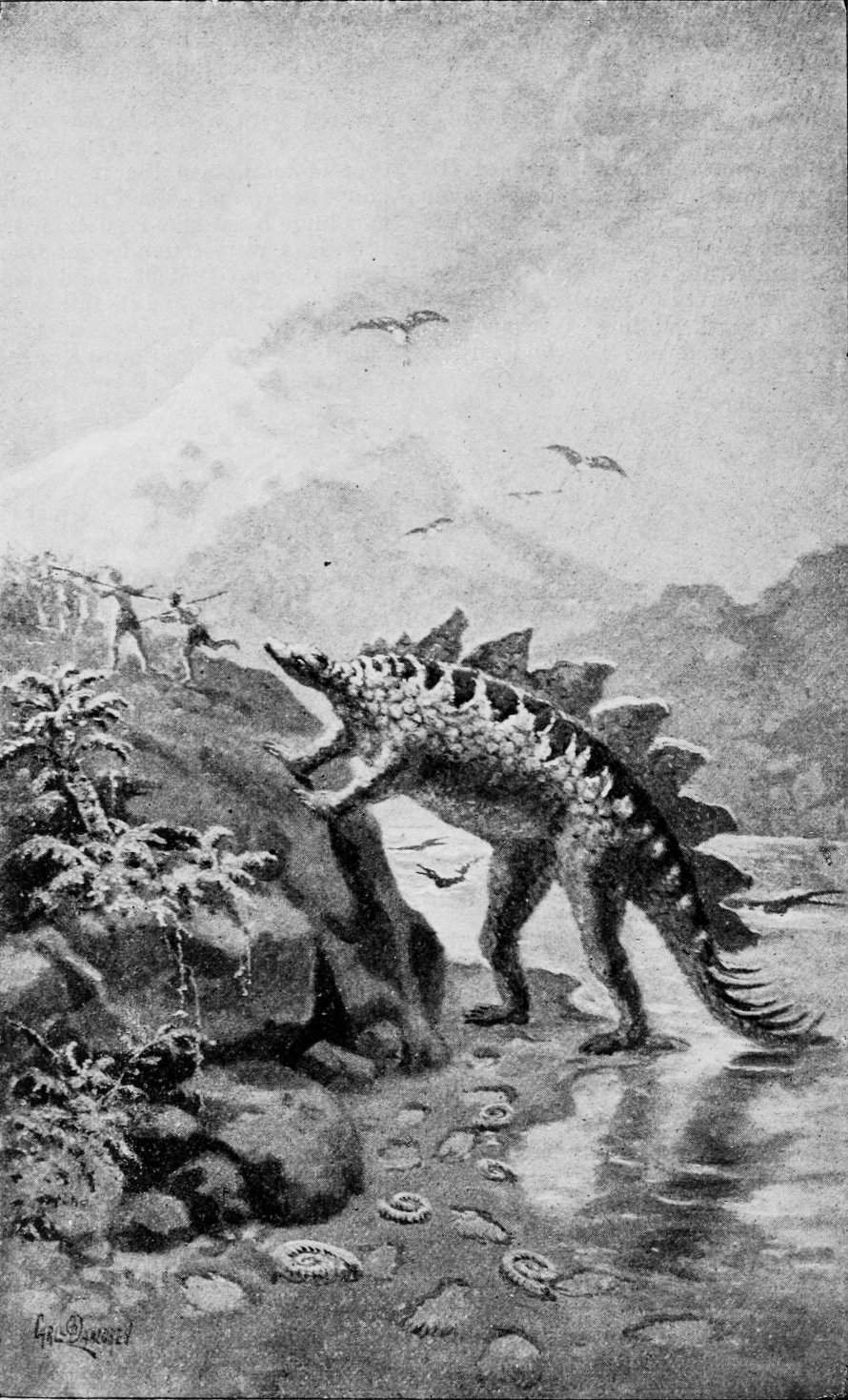
1892年の旧式の復元図

最初に記載されたヒプシロフス・ディスクルス（Hypsirhophus discurus）の化石は、コロラド州キャノン・シティの北東3.8マイルにある化石発掘地、ガーデン・パークの「コープの乳首（Cope's Nipple）」近郊のコープ採石場3（Cope's Quarry 3）でエドワード・ドリンカー・コープの下で働いていた学校教師の Oramel William Lucas によって発掘され、後期ジュラ紀のチトニアン階の地層から産出した。現在ヒプシロフス属として認められている化石は断片的で、1個体のものであり、背椎1個、部分的な2個の神経棘、2個の尾椎の中心部、肋骨の断片が含まれていた。これらの化石はその後コープに送られ、コープは1878年にアメリカ西部の化石をめぐりコープとイェール大学の古生物学者オスニエル・チャールズ・マーシュとの間で争われた「化石戦争」の一環として、これらの化石について簡単に記載した。コープは、付近で発見されたおそらくアロサウルスと見られる獣脚類の大腿骨を誤って標本に分類したため、それがラエラプスまたはメガロサウルスに近い獣脚類であり、彼が記載した前者の種であるラエラプス・トリヘドロドン（Laelaps trihedrodon）のシノニムである可能性があると考えていた。属名の Hypsirhophus は背骨の高い解剖学的構造に因み「高い屋根」を意味するが、種小名は翻訳されていない。翌年の1879年、コープはコロラド州の未知の産地から発見された数個の椎骨、四肢骨、歯に基づき、別の種であるヒプシロフス・"シーレイアヌス"（Hypsirhophus "seeleyanus"）を命名した。これらの化石はその後失われたが、剣竜類ではなく獣脚類の化石であった。コープはまた、この種の命名が不十分であったため、裸名とした。ヒプシロフス・ディスクルスのホロタイプは、1897年にコープが亡くなった後、アメリカ自然史博物館に移され、標本番号 AMNH 5731 として保管されている。
ヒプシロフスが剣竜類に分類されたのは、何年も経ったステゴサウルスの完全な骨格が記載されてからであり、コープのライバルであるマーシュが1892年にヒプシロフスをステゴサウルス科に分類した。後世の研究者の中にはヒプシロフスをステゴサウルスのシノニム、または疑問名と考える者もいたが、ケネス・カーペンターとピーター・ガルトンは椎骨の違いに基づきヒプシロフスは別個かつ有効な種であると示唆している。

## 説明

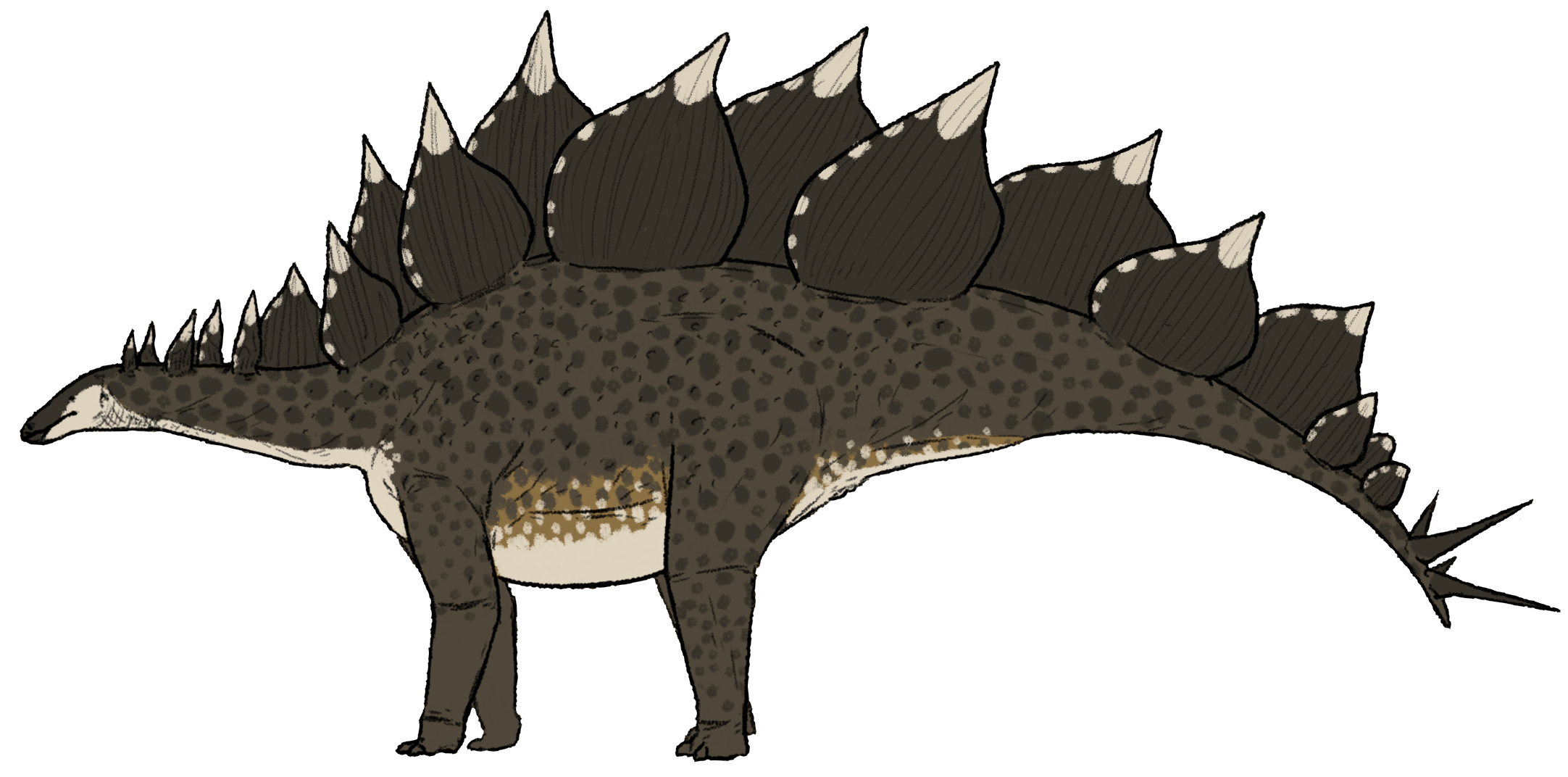
仮説的な復元図

タイプ標本が断片的であること、記載が不足していること、および既知の標本が1個しかないことから、ヒプシロフスについては殆ど何も分かっていない。ケネス・カーペンターは、次の点によって判別できると指摘した。ヒプシロフスのpostzygapophysesの間に円形の窩があるのに対し、ステゴサウルスには垂直の溝がある。postzygapophyses基部から神経管まで伸びる中央の稜の有無（ステゴサウルス・ウングラトゥス（ステゴサウルス・ステノプス）には溝がある）。柄の断面では、前面が凸状であるのに対し、ステゴサウルスは凹状である。
背部椎は非常に高く、不完全であるにも拘わらず47センチメートルにおよび、知られている背椎の中でも最大級のものである。